# Systasis grotiusi
Systasis grotiusi är en stekelart som beskrevs av Girault 1915. Systasis grotiusi ingår i släktet Systasis och familjen puppglanssteklar. Inga underarter finns listade i Catalogue of Life.